# Deleitosa (kommunhuvudort)
Deleitosa är en kommunhuvudort i Spanien.   Den ligger i provinsen Provincia de Cáceres och regionen Extremadura, i den centrala delen av landet, 190 km sydväst om huvudstaden Madrid. Deleitosa ligger 567 meter över havet och antalet invånare är 836.
Terrängen runt Deleitosa är kuperad åt nordost, men åt sydväst är den platt. Runt Deleitosa är det mycket glesbefolkat, med 4 invånare per kvadratkilometer. Närmaste större samhälle är Almaraz, 19,1 km norr om Deleitosa. Omgivningarna runt Deleitosa är huvudsakligen savann.